# Kouténao
Kouténao, également orthographié Kouténa, est une commune rurale située dans le département de Nako de la province du Poni dans la région Sud-Ouest au Burkina Faso.

## Santé et éducation
Kouténao accueillait historiquement un dispensaire isolé qui a été transformé en centre de santé et de promotion sociale (CSPS) avec une maternité et un forage en 2017 grâce au deuxième Programme national de gestion des terroirs phase-3 (PNGT2-3). Le centre hospitalier régional (CHR) de la province se trouve à Gaoua.